# Василенко Анатолій Петрович
Анато́лій Петро́вич Василе́нко (нар. 7 листопада 1938, село Нижня Ланна, Полтавська область, УРСР, СРСР — 8 червня 2022, Київ, Україна) — радянський і український графік, карикатурист, оформлювач дитячих книжок. Заслужений художник УРСР (1977). Член НСХУ (1997). Народний художник України (11.03.2005).

## Біографічні відомості
Василенко Анатолій Петрович народився 7 листопада 1938 року в селі Нижня Ланна Карлівського району на Полтавщині. Малював з дитинства, а першу карикатуру намалював на двоюрідного брата Івана. У двадцять років працював на цукровому заводі і почав створювати сатиричні замальовки для газети місцевої профспілки.
Освіта середня. 1959 року навчався в Миргородському керамічному технікумі, у 1960—1961 роках — у Київському училищі прикладного та декоративного мистецтва. У цей же час почав співпрацювати з журналом «Перець», де працював і дотепер як художник і член редколегії.
Був головним художником журналу для дітей «Перченя». Років із тридцять співпрацював з газетою «Сільські вісті», також працював у журналах «Барвінок», «Малятко», «Весёлые картинки», «Вітчизна», «Дніпро», «Ранок».
Оформив до 100 книжок, зокрема:: Я. Стельмаха («Якось у чужому лісі», 1980; «Голодний, Злий і Дуже Небезпечний», 2000), В. Нестайка («Тореадори з Васюківки», 1973; «Незнайомець з тринадцятої квартири, або Злодії шукають потерпілого», 1977; «Незвичайні пригоди в лісовій школі», 1981; «Пригоди журавлика», 1986; «Незнайомка в Країні Сонячних Зайчиків», 1988), П. Глазового («Веселі казки», 1990; «Архетипи», 2003), А. Крижанівського («Інтерв'ю з колоритним дідом», 1983; «Томагавки і макогони», 1990), Ю. Ячейкіна («Мої та чужі таємниці», 1989; усі — Київ), а також власні; автор малюнків до української народної казки «Котигорошко» (1979).
Випустив багато коміксів (мальописів) у співавторстві з різними авторами (наприклад, Ю. Ярмиш, «Весела мандрівка», «Летімо до Арктики!»), а також власні — «Пригоди кота Чорнолапенка», «Пригоди Тимка-Звіролова», «Країна чарівників» та ін.
За сюжетами двох авторських книжок Анатолія Петровича було зроблено лялькові фільми «Петрик у Космосі» та «Тимко-звіролов».
У 2012 році у видавництві «Форум» вийшов проілюстрований ним тритомник афоризмів генерального директора страхової компанії «NGS» Анатолія Чубинського «Великі думки у малому форматі», де було використано понад 300 ілюстрацій майстра.
Проілюстрував близько трьохсот книг для дітей та дорослих. Мав конкурсні нагороди: Бронзову медаль виставки «Сатира у боротьбі за мир» (Москва, 1983). Лауреат конкурсу «Художник та друкарство України» (2000)..
Мешкав у Києві. Серед нинішніх ЗМІ А. Василенко співпрацював з журналом «Кореспондент», газетою «Kyiv Post», деякий час малював для «НВ».
Помер в своїй квартирі у Києві 8 червня 2022 року.